# 樋口富麻呂
樋口 富麻呂（ひぐち とみまろ、1898年（明治31年）3月1日 - 1981年（昭和56年）11月7日）は、大正時代から昭和時代にかけての日本画家、版画家。

## 来歴
北野恒富の門人。1898年3月1日、大阪府大阪市に生まれる。本名は秀夫。富麻呂、富麿と号す。富麻呂は1910年頃から同郷の北野恒富に師事し、1915年から作画を始め、同年の第9回文展に出品した「つやさん」で初入選した後、1917年から1919年まで帝展に連続入選を果たしている。今度は院展に活動の場を移し、第12回再興第10回院展に「麻雀戯」を出品すると、これが初入選する。以降、1923年の第10回院展から第17回院展まで作品を出品しており、「舞妓」、「帝国の装ひ」などの作品が入選を果たし、日本美術院の院友となった。その後、西山翠嶂の青甲社にうつり、再び官展のもとに戻った。1924年3月には本田渓花坊らにより『大大阪』という川柳雑誌の刊行が始まり、富麻呂は竹久夢二らとともに木版の表紙絵を載せている。また、この時期、美人画の新版画「しだれ桜」などを芸艸堂という版元から版行している。昭和初期に1925年には第1回聖徳太子奉讃美術展に出品の「春」が入選している。1926年第13回院展では「涼庭嬉戯」が入選、1933年の第14回帝展に出品した「おこしらへ」という作品が入選をし、2年後の1935年、京都市立絵画専門学校選科を卒業、同門の中村貞以らと親交を結んだ。翌1936年秋の文展鑑査展、第1回新文展において入選を重ねている。そして、この間、1930年の第2回聖徳太子奉讃美術展において「雪」、1940年の紀元二千六百年奉祝日本画大展において「南国の歌妓」が入選をしている。1941年から3度新文展に入選している。
富麻呂は1931年に仏跡を訪ねて4ヶ月間インドを旅行しており、カルカッタ美術学校で個展を開催したほか、インドネシアのバリ島に写生旅行もしている。
第二次世界大戦後は1946年秋開催の第2回の日展から連続して入選を果たし、1954年の第10回日展の時から委嘱出品となった。1955年の第11回日展に出品の「かぐや姫誕生」が知られている。1958年に師であった西山翠嶂が没し青甲社が解散してから後は特に団体には所属せず、日展のみに作品を出展していった。1962年には髙島屋において個展「みほとけ展」を開催したほか、1969年の第54回院展において「潤」が入選をすると、再び院展に作品を出品、小松均に師事した。また、翌1970年の第55回院展には「バリ島の祈り」を出品した。その後、1979年には再び髙島屋にて大西良慶・清水寺貫主をテーマに描いた個展「百寿説法展」などを開いている。富麿は早くから風俗美人画に取り組んでいたが、人物画において独自の境地を開拓、その対象を琉球、朝鮮、中国、インドおよびビルマに広げ、さらに古典文学にその題材を求め、晩年には主に仏画、高僧像などを描いている。1981年11月7日、京都市左京区の自宅で老衰により死去。享年83。

## 作品

### 日本画
| 作品名     | 技法     | 形状・員数 | 寸法（縦x横cm） | 所有者             | 年代                 | 落款・印章       | 備考 |
| ---------- | -------- | ---------- | --------------- | ------------------ | -------------------- | ---------------- | --- |
| 船宿の女   | 絹本着色 | 1幅        | 151.0x56.7      | 大阪中之島美術館   | 1921年（大正10年）   |                  | |
| 粧ひ       | 絹本着色 | 額装1面    | 54x73           | 培広庵コレクション | 1921年（大正10年）頃 | 款記「富麻呂筆」 | |
| 鵙屋春琴女 |          |            |                 | 個人               | 1934年（昭和9年）    |                  | 谷崎潤一郎作「春琴抄」に取材。右上に谷崎自身が金泥で、春琴がうららかな春の日に雲雀を放ち雲の間から聞き入るさまを描いた、と記している。富麻呂は師恒富と共に谷崎の著書の装幀・挿絵をしばしば手がけた。 |
| 往く船     | 紙本着色 | 1幅        |                 | 京都市美術館       | 1940年（昭和15年）   |                  | |

### 木版画
- 「大原の春」 芸艸堂版
- 「白川の秋」芸艸堂版